# Geertrui van Oosten
Geertrui van Oosten (ook genoemd als Geertruida; Voorburg, tussen 1300 en 1320 – Delft, 6 januari 1358) was een Nederlandse begijn die zalig verklaard is. Vanwege haar stigmata werd zij door tijdgenoten vereerd. Ze werd Van Oosten genoemd omdat ze in Voorburg aan de Oostbuurt woonde. Als andere herkomsten van haar worden genoemd dat door haar naam veel historici gedacht hebben dat zij de auteur was van het lied Het daghet in den oosten en de Oostpoort in Delft.

## Levensloop
De precieze geboortedatum is van haar niet bekend, verschillende vitae lopen uiteen van 1300 tot 1320. Vanwege haar zeer vrome levenswijze stond ze in hoog aanzien bij de Delftenaren. Ze kwam als jong meisje wonen op het begijnhof te Delft dat toen nog was gelegen aan de zuidzijde van het Rietveld.
Vrome vrouwen als Geertrui waren er in die tijd meer. Maar Johannes de Beke beschrijft in zijn kronieken hoe zij in de kersttijd zo intens opging in het mysterie van de geboorte van Christus, dat er melk uit haar borsten kwam. Op eenzelfde wijze zou zij in de paastijd tijdelijk de stigmata ontvangen. Hierom werd zij bij leven al als heilige vereerd. Toen in 1351 een Broeder Symon visioenen kreeg van Maria, werd zij een van de bepleiters voor de bouw van een nieuwe aan Maria gewijde kerk, de huidige Nieuwe Kerk in Delft.
Na haar overlijden in 1358 werd zij begraven aan de zuidzijde van de Oude Kerk. De precieze locatie is echter niet meer te achterhalen.

## Eerbetoon
- In 1938 is er een straat in Delft naar haar vernoemd.
- Bij de Oude Kerk is in 1958 ter gelegenheid van haar 600ste sterfdag een standbeeld door Arie Teeuwisse voor haar opgericht.